# Le jardin des larmes
Le jardin des larmes è un singolo della cantante francese ZAZ, pubblicato il 15 ottobre 2021 come secondo estratto dal quinto album in studio Isa.

## Descrizione
Il brano ha visto la partecipazione del cantante tedesco Till Lindemann e affonda le proprie origini nel 2018, quando Zaz stessa aveva affermato di aver realizzato un duetto «pazzo» con il frontman dei Rammstein presso La Fabrique di Saint-Rémy-de-Provence in Francia (lo stesso luogo in cui il gruppo di Lindemann ha registrato l'album omonimo). Il testo è stato interamente scritto da Lindemann in tedesco per poi essere stato tradotto in francese dal pianista Thierry Faure insieme alla moglie Myriam Perez.

## Video musicale
Il video, reso disponibile il 5 novembre 2021, è stato girato in Uzbekistan nell'estate di tale anno sotto la regia di Zoran Bihać.

## Tracce
Testi di Till Lindemann, musiche di Thierry Faure e Myriam Perez.
Download digitale
1. Le jardin des larmes (feat. Till Lindemann) – 4:01

CD
1. Le jardin des larmes (feat. Till Lindemann) – 4:04
2. Le jardin des larmes (Version Instrumentale) – 4:05

## Formazione
Hanno partecipato alle registrazioni, secondo le note di Isa:
Musicisti
- ZAZ – voce
- Till Lindemann – voce
- Reyn – pianoforte
- Mark Steylaerts – direzione
- Wouter Van Den Eynde – flauto contralto
- Mori Midori – clarinetto, clarinetto basso
- Bert Helsen – fagotto
- Maarten Wijnen – oboe, corno inglese
- Gudrun Vercampt – violino
- Véronique Gilis – violino
- Eric Baeten – violino
- Karel Ingelaere - violino
- Eline Pauwels – violino
- Christophe Pochet – violino
- Marc Tooten – viola
- Philippe Allard – viola
- Karel Steylaerts – violoncello solista
- Hans Vandaele – violoncello

Produzione
- Reyn – produzione
- Didier Cristini – produzione, registrazione
- Sylvain Carpentier – registrazione
- David Hoogerheide – registrazione
- Daniel Coyote – registrazione
- Bernard Natier – registrazione
- Alex Point – registrazione
- Hervé Le Guil – registrazione
- Emmanuel Gallet – registrazione
- Nicolas Quéré – missaggio
- Mickaël Rangeard – mastering
- Marie Pieprzownik – mastering